# Houjie-Moschee
Die Houjie-Moschee (chinesisch 后街清真寺, Pinyin Hòujiē qīngzhēnsì, englisch Tianshui Backstreet Mosque – „Seitensträßchen-Moschee“) ist eine Moschee im Stadtbezirk Qinzhou der bezirksfreien Stadt Tianshui in der chinesischen Provinz Gansu. Ihre Geschichte geht bis auf die Zeit der Mongolen-Dynastie zurück.
Die Houjie-Moschee steht seit 2006 auf der Liste der Denkmäler der Volksrepublik China (6-796).

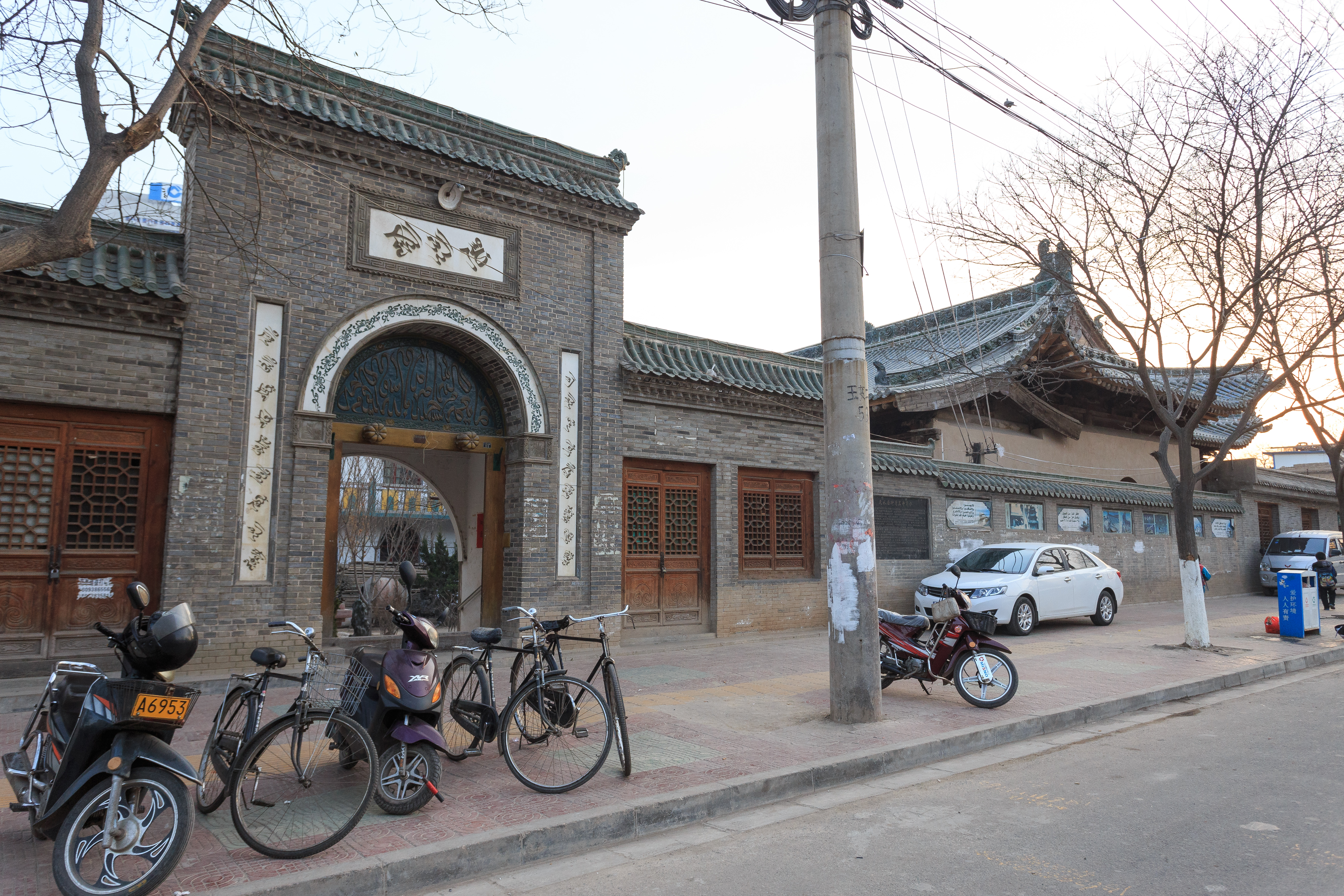
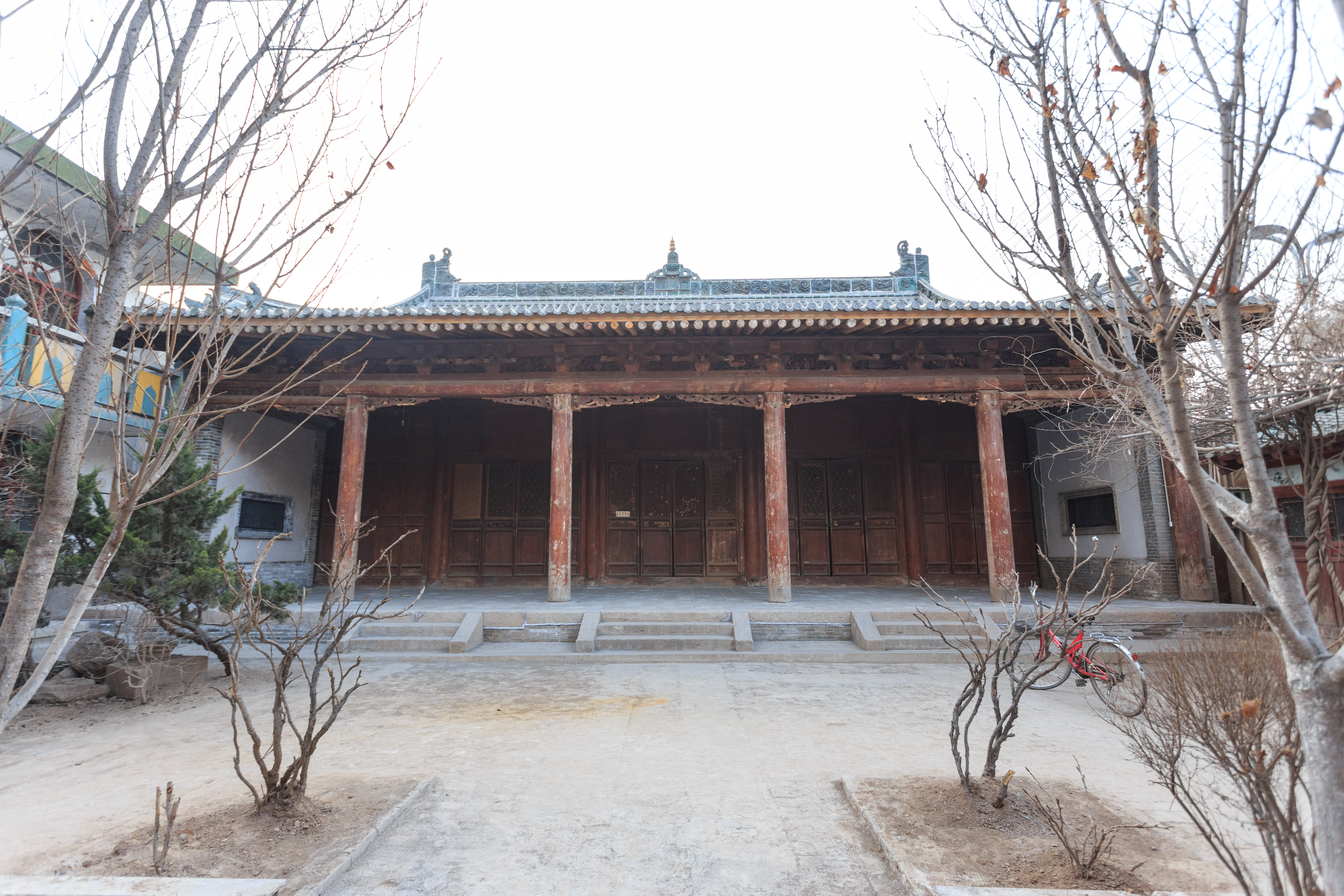
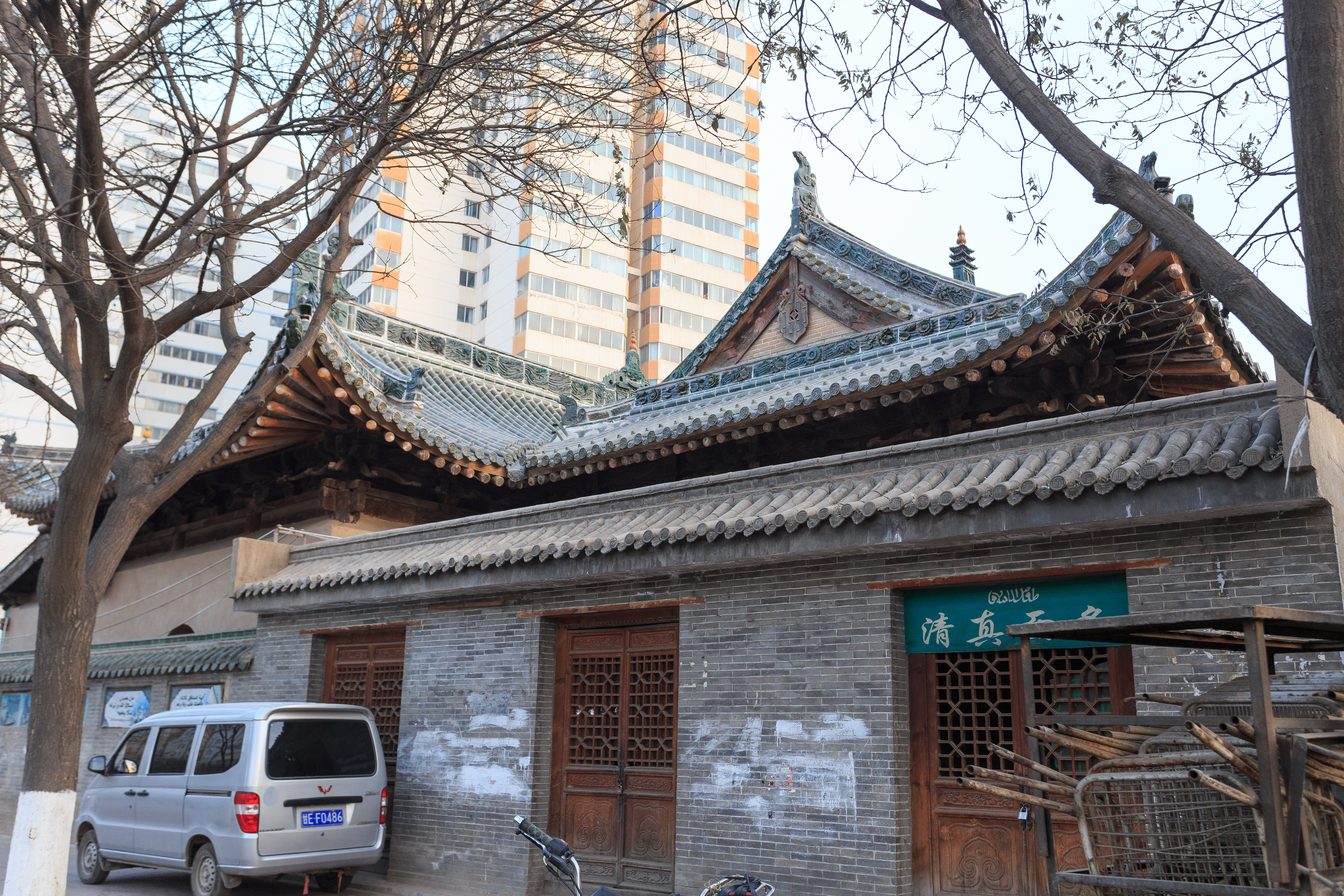

Koordinaten: 34° 34′ 57,9″ N, 105° 43′ 7,9″ O